# Oxygen (1999)
Oxygen ist ein US-amerikanischer Thriller von Richard Shepard aus dem Jahr 1999.

## Handlung
Harry entführt Frances Hannon, die Ehefrau eines Unternehmers und deren Hund. Er bringt sie mit Hilfe eines Komplizen in einen abgelegenen Wald und nimmt dort von der völlig verängstigten Frau ein Video auf, während der Komplize ein Grab aushebt. Auf dem Video bittet Frances ihren Mann um eine Million Dollar Lösegeld und sagt, dass man sie gleich lebendig begraben werde. Sie werde sterben, wenn die Polizei hinzugezogen werden würde. Frances wird daraufhin in einer Holzkiste begraben, sie verfügt nur über einen begrenzten Sauerstoffvorrat. Zuvor kann sie Harrys Komplizen überreden, ihr seine Taschenlampe zu geben, weil sie ansonsten in völliger Dunkelheit in Panik verfalle.
Hannons Ehemann schaltet trotzdem die Polizei ein. Die Geldübergabe findet auf einem Friedhof statt, am Grabstein von Entfesselungskünstler Houdini. Hannons Ehemann gibt Harry eine Tasche mit dem Lösegeld, aber entgegen der Absprache verrät Harry nicht das Versteck von Frances. Er fährt mit dem Geld in die Stadt. Detective Madeline Foster, die den Fall betreut, folgt Harry mit ihrem Auto, und es kommt zu einer Verfolgungsjagd, nach der Harry schließlich festgenommen wird. Die Polizei verhört ihn, um den Aufenthaltsort von Frances zu ermitteln, aber er verweigert die Auskunft. Seine Identität kann zunächst nicht ermittelt werden, da er seine Fingerkuppen mit Säure übergossen hat. Er schlägt vor, dass er den Versteckort Frances’ verrät, wenn er unter vier Augen mit Foster sprechen darf.
Harry wird von Foster vernommen; die anderen Polizisten beobachten das Verhör durch halbdurchsichtige Spiegel. Dabei entdeckt Harry Brandflecken am Unterarm von Foster. Sie stammen aus einer außerehelichen Affäre Fosters mit einem Mann, dem sie hörig ist. Harry schwärmt von Entfesselungskünstlern und gibt sich daher den Nachnamen seines Idols, „Houdini“. Er redet auf Foster ein; sie unterliegt im Psychoduell gegen ihn. Aufgrund der Beziehungen von Hannons Ehemann übernimmt ein FBI-Agent den Fall; er erzählt Harry, wie schrecklich die Vollstreckung der Todesstrafe sei. Harry willigt ein, den Versteckort zu zeigen, wo „sie“ begraben sei. Er führt die Polizisten in einen Wald, in dem sie eine Holzkiste ausgraben, in der sich jedoch nicht Frances, sondern ihre noch lebende Hündin befindet.
Foster übernimmt erneut die Vernehmung. Der halbdurchsichtige Spiegel wird auf Harrys Wunsch zugedeckt, so dass er und Foster unbeobachtet bleiben. Harry entdeckt, dass Foster, genau wie er auch, „nicht frei“ ist. Währenddessen ermittelt die Polizei die wahre Identität Harrys: Dabei nutzt sie die Tatsache, dass er als Erwachsener eine Zahnspange trägt. Durch eine Befragung der örtlichen Kieferchirurgen finden sie schließlich den behandelnden Arzt, und damit auch Zugang zu Harrys Anschrift. Es stellt sich heraus, dass Harry bereits einen Mord beging: In einem Motel, in dem er zuvor übernachtet hat, wird Harrys Komplize erdrosselt aufgefunden. Die Polizei muss daher davon ausgehen, dass ihm ein weiterer Mord nichts ausmachen würde, da ihn nun bereits die Todesstrafe erwartet. In seiner Wohnung finden die Polizisten schließlich Pläne der Polizeistation, in der er gerade von Foster verhört wird.
Harry zieht ein Stück Draht unter seinem Fingernagel hervor, mit dem er sich von seinen Hand- und Fußfesseln befreien kann. Er entführt Foster durch die Lüftungsschächte der Polizeistation. Im Wald in der Nähe sagt er, dass er zwar kein Millionär sein werde, aber als „größter Kidnapper der Geschichte“ bekannt sein werde, wenn er Foster neben Frances begraben würde. Er gräbt die Erde von der Holzkiste mit Frances und öffnet den Deckel. Frances scheint tot zu sein, ist jedoch noch lebendig und nutzt einen Augenblick der Unaufmerksamkeit Harrys, um ihn mit der Taschenlampe zu schlagen und aus der Kiste zu fliehen. Foster hingegen überwältigt Harry und stößt ihn in die Kiste. Sie fragt Frances, ob sie ihn erschießen oder lebendig begraben solle. Harry bettelt um die zweite Variante und tut so, als ob ihn die Situation errege, woraufhin Foster ihn erschießt. Bevor er stirbt, sagt er noch, dass nun er und Foster endlich „frei“ seien.

## Kritiken
Das Lexikon des internationalen Films schrieb, der Film sei ein „aus Zitaten zusammengesetztes Filmplagiat“ mit Drehbuchdefiziten und „einer Überdosis an Stereotypen“. Der „grobe Inszenierungsstil“ mache die „Bemühungen der Hauptdarstellerin um Glaubhaftigkeit“ zunichte.

## Auszeichnungen
Richard Shepard wurde im Jahr 1999 für den Taos Land Grant Award des Taos Talking Picture Festivals nominiert.

## Hintergrund
Der Film wurde in New York City gedreht. Er hatte seine Weltpremiere am 13. Mai 1999 auf den Internationalen Filmfestspielen von Cannes.